# Party People in a Can

Party People in a Can est un groupe portugais de rock expérimental et de surf music qui s'est formé en 1996 à Sesimbra.

## Membres
- Pedro N. Costa (composition, voix, sampler, sinth, guitare électrique)
- Paulo J. Ribeiro (direct scratch, sampler (smoky virus puzzle) et Caustic Bass).

Avec la participation de Kim Zé (guitare) et Zé Pedro (slide guitar sur “Not A Drop”).

## Discographie
- 1997 : Search on Lee-Fan Planet
- 1998 : Dry Stereo
- 1999 : Breaktrance
- 2006 : Way off, where the spirits are
- 2012 : For the Enemy Who Escapes, Golden Bridges

## Référence
1. ↑  (pt) Party People In A Can – “For The Enemy Who Escapes, Golden Bridges”
2. ↑  (pt) 1ª maqueta dos Party People In A Can na “Memória”